# Matt Turner
Matthew Charles Turner (Park Ridge, 24 de junho de 1994) é um futebolista americano que atua como goleiro. Atualmente joga no New England Revolution, emprestado pelo Lyon.

## Carreira

### Arsenal
Em 11 de fevereiro de 2022, foi anunciado pelo Arsenal, como a primeira contratação de verão do Arsenal na janela. O Arsenal supostamente pagou uma taxa de transferência de $ 6 milhões que poderia subir para $ 10 milhões. Em 27 de junho de 2022, o Arsenal anunciou Turner como o novo jogador com um contrato de longo prazo. Turner recebeu a camisa 30.
Fez o seu primeiro jogo pelo Arsenal em 8 de julho de 2022, em um amistoso contra o 1. FC Nürnberg. O Arsenal venceu a partida por 5–3. Em 8 de setembro de 2022, Turner iniciou como titular contra o FC Zürich pela Liga Europa da UEFA de 2022–23 na qual o Arsenal venceu por 2–1. Em 6 de outubro, Turner registrou sua primeira partida sem sofrer golos pelo clube na vitória por 3 a 0 sobre o Bodø/Glimt no Emirates Stadium em jogo válido pela Liga Europa.
Depois disso, continuaria sem sofrer golos consecutivos em mais vitórias da Liga Europa contra o Bodø/Glimt novamente e PSV Eindhoven. A primeira das duas apresentações, uma vitória fora de casa por 1 a 0 no Aspmyra Stadion em 13 de outubro, recebeu elogios de seu técnico Mikel Arteta.

## Seleção
Foi titular em todos os seis jogos pelos Estados Unidos na Copa Ouro da CONCACAF de 2021. Ele registrou cinco jogos sem sofrer golos, incluindo um na vitória por 1 a 0 sobre o México na final. Por sua atuação, foi premiado como o “Melhor Goleiro” do torneio. Foi convocado para Copa do Mundo FIFA de 2022.
| Seleção        | Ano   | Partidas | Gols |
| -------------- | ----- | -------- | ---- |
| Estados Unidos | 2021  | 13       | 0    |
| Estados Unidos | 2022  | 11       | 0    |
| Estados Unidos | 2023  | 12       | 0    |
| Total          | Total | 36       | 0    |

## Vida pessoal
Turner e seu pai obtiveram passaportes lituanos em 2020; A bisavó paterna de Turner fugiu da perseguição religiosa durante Segunda Guerra Mundial e emigrou da Lituânia. A família de seu pai é judia e seu sobrenome foi anglicizado de Turnovski para Turner na imigração, enquanto a família de sua mãe é católica.

## Títulos
Estados Unidos
- Copa Ouro da CONCACAF: 2021
- Liga das Nações da CONCACAF: 2023–24

New England Revolution
- MLS Supporters' Shield: 2021

Arsenal
- Supercopa da Inglaterra: 2023

Crystal Palace
- Copa da Inglaterra: 2024–25

### Prêmios individuais
- Melhor Goleiro da Liga das Nações da CONCACAF: 2023–24